# 傑利尼亞河
傑利尼亞河是俄羅斯的河流，屬於通波河的右支流，由薩哈共和國負責管轄，河道全長357公里，流域面積約12,500平方公里，發源自埃利金高原，河水主要來自融雪和雨水。